# Fast perfekt verliebt

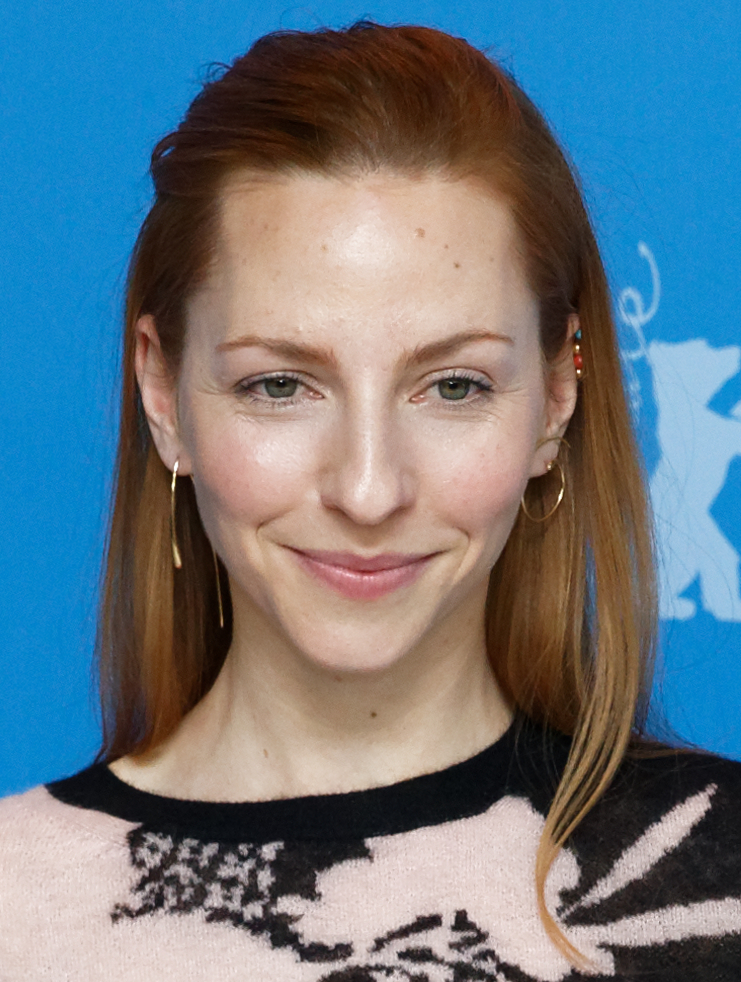
Katharina Schüttler spielt Isabel (Foto von 2017)

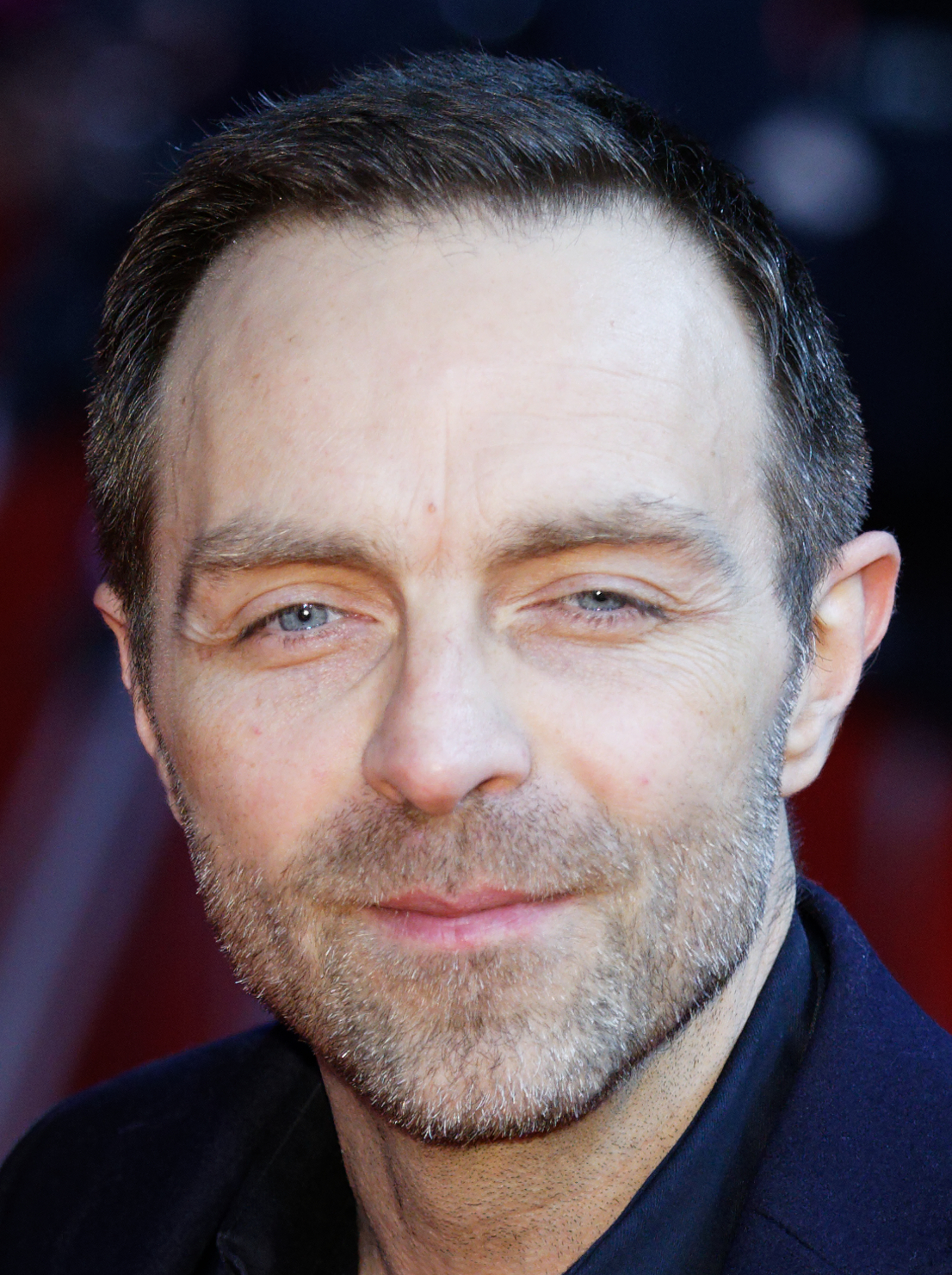
Aleksandar Jovanovic spielt Ivo (Foto von 2017)

Fast perfekt verliebt ist ein deutscher Fernsehfilm von Sinan Akkuş aus dem Jahr 2019. In den Hauptrollen spielen Katharina Schüttler und Aleksandar Jovanovic ein ungleiches Paar, das sich erst finden muss. Im Fernsehen wurde der Film am 5. Mai 2019 im ZDF ausgestrahlt.

## Handlung
Eigentlich sollten Isabel und Ivo an diesem Tag heiraten. Doch als beide nicht am Standesamt auftauchen, machen sich Verwandte und Freunde von Braut und Bräutigam mit einer Stretchlimousine auf die Suche, wobei sie im Rückblick die Geschichte der beiden mitsamt ihren Geheimnissen erzählen.
Isabel ist Schiffbauingenieurin, die hohe Ansprüche an sich hat und mehr Nachhaltigkeit in ihren Beruf einbringen möchte. Ihr Herzensprojekt ist ein Meeresstaubsauger, aber Exfreund Mads, für den sie noch arbeitet, setzt mehr auf lukrative Projekte. Neben der Arbeit kümmert sich Isabel um ihren Vater Ernst, seitdem dieser eine Schlaganfall hatte. Als sie Marinesanitäter Ivo bei einer Veranstaltung kennenlernt und dieser ihrem Vater mit dem Heimlichmanöver vor dem Ersticken rettet, stellt sie ihn als Haushaltshilfe ein. Dieser versteht sich prächtig mit Ernst und bringt Isabels Katamaran wieder auf Vordermann. Was Isabel nicht weiß: Ivo ist verwitwet und vor kurzen aus dem Gefängnis entlassen worden, da er einen Geldautomaten knackte, um seiner alleinerziehenden Tochter Eva ein Studium zu ermöglichen. Auch deswegen kommt ihm der neue Job ganz gelegen.
Mit seiner unkonventionellen Art und seinem Humor stellt Ivo einen Gegenpart zur perfektionistischen Isabel dar. Bei einer Fahrt mit Isabel Katamaran springt der Funke zwischen beiden schließlich über und sie werden ein Paar. Ivo interessiert sich für ihr Meeresstaubsauger-Projekt und motiviert sie, ihre Ideen weiterzuverfolgen. Sie fährt auch zu Mads, um ihren Job zu kündigen. Dieser stellt Nachforschungen zu Ivo an und reicht diese an Isabel weiter. Bei einem Gespräch klären Ivo und Isabel dies miteinander und Ivo stellt Isabel daraufhin seine Tochter und seinen Enkelsohn vor. Isabel hingegen hat Probleme, Ivo ihren Freunden vorzustellen. Als Ivo ihr bei einem Treffen folgt, sich ihnen vorstellt und Isabel es kaum über die Lippen bringt, dass sie ein Paar sind, macht Ivo ihr spontan einen Antrag. Sie nimmt diesen schließlich an.
Am Morgen der Hochzeit muss Isabel ihr Projekt für eine mögliche Förderung einem Gremium vorstellen, dem auch Exfreund Mads angehört. Da es Ivo, der an dem Tag noch ein Vorstellungsgespräch hat, nicht rechtzeitig gelingt, Isabel ihr Modell zu bringen, fährt Isabel mit ihrem Katamaran davon. Ivo ist mittlerweile auf die Hochzeitsgäste getroffen und Mads bietet seine Yacht an, um Isabel zu folgen. Sie holen sie ein und Vater Ernst sagt ihr unter vier Augen, dass sie weder für ihn noch andere perfekt sein müsse und er sie trotzdem liebt. Als Ivo sich für die Geschehnisse am Vormittag entschuldigt und sagt, er wolle zukünftig alles perfekt machen, fragt Isabel zurück, ob sie sich auf fast perfekt einigen können.

## Produktion
Der Film wurde vom 19. Juni 2018 bis zum 18. Juli 2018 in Hamburg gedreht.

## Soundtrack
Für den Soundtrack wurden unter anderem folgende Songs verwendet:
- Kate Nash (We Get On)
- The Raconteurs (You Don't Understand Me)
- Kool & the Gang (Get Down on It)
- George Ezra (Budapest)
- Christina Perri (A Thousand Years)

## Rezeption

### Kritiken
Die Redaktion des Lexikons des internationalen Films kommt in ihrer Rezension der romantischen Filmkomödie auf insgesamt 3 von 5 Sternen und zieht folgenden Schluss: „Als Rückblende erzählte romantische Komödie mit etwas verhaltenem Tempo, aber munteren Dialogwechseln und guten Darstellern. Trotz einiger seichterer Passagen bietet der Film alles in allem niveauvolle Unterhaltung.“
In der Besprechung bei tittelbach.tv kommt Rainer Tittelbach auf insgesamt 4,5 von 6 Sternen.
Die Redaktion der TV Spielfilm gibt dem Film einen Daumen nach rechts. Auch wenn der Film pfiffig und turbulent beginne, entwickele es überschaubar seicht. Die Besetzung hingegen sei erstklassig und prominent ausgewählt. Fazit: „Tolles Ensemble, umständliches Drehbuch.“

### Einschaltquoten
Die Erstausstrahlung am 5. Mai 2019 sahen 4,61 Millionen Zuschauer, was Platz 3 an diesem Tag bedeutete. Bei seiner Ausstrahlung am 7. Mai 2020 erreichte der Film 2,94 Millionen Zuschauer, was 9,1 Prozent Marktanteil entsprach.